# Битка код Фолкландских Острва
Битка код Фолкландских острва је поморска битка, која се одиграла 8. децембра 1914. на почетку Првог светског рата.

## Ситуација пре битке

### Немачки продор у Атлантик
Након битке код Коронела 1. новембра 1914. године, услед потешкоћа око снабдевања својих бродова у Тихом океану и примљених обавештења о наиласку јачих јапанских поморских снага, командант немачке Источноазијске ескадре, вицеадмирал Максимилијан фон Шпе, је кренуо ка Атлантском океану ради крстаричког рата и евентуалног покушаја пробоја у Немачку.
Задржавши се неколико дана у Валпараису, ради попуне залиха, вицеадмирал фон Шпе је био веома срдачно дочекан од тамошње немачке насобине која му је уручила цвеће. Видевши цвеће рекао је својим официрма: „То ће бити за мој погреб“. Током тих неколико дана, вероватно на основу неких својих обавештајних података, а можда и британских дезинформација, протурених преко агената у лукама Јужне Америке, да су сви британски ратни бродови хитно упућени у Јужну Африку ради гушења побуне Бура и да су на Фолкландским острвима, у луци Порт Стенли остале само 3 - 4 застареле јединице, вицеадмирал фон Шпе је пре испловљавања из Валпараиса одлучио да пре дубљег уласка у Атлантски океан препадом на Фолкландска Острва уништи залихе горива и матријала, и зароби британског гувернера. Неки историчари сматрају да је његов крајњи циљ заправо био пресретање трговачких и војних испорука у Јужном Атлантику, након што би заузео британску радио-станицу и рударску постају у Порт Стенлију на Фолкландским острвима.
У немачким поморским архивима не постоје документи било које природе који се односе на напад на Фолкландска острва у децембру 1914. То је било потпуно изненађење за Берлин. Претпоставља се да је вицеадмирал фон Шпе радио по свом нахођењу или тајним наређењима када је планирао свој напад. Први поморски лорд флоте Његовог Величанства Џон Фишер је рекао Првоm лорду британског Адмиралитета сер Винстону Черчилу: „Да сам ја на Шпеоовом месту, окупитао бих Фокланде, утврдио их и одатле уништио поморски саобраћај на Јужном атлантику ...“ Ако је сер Фишер оавко размишљао, врло је вероватно да и фон Шпе није само разматрао ту могућност већ је одлучио и да приступи потпуној инвазији, окупацији и утврђивању Фолкландских острва.

#### Илија Дамјановић
Након испловљавања из Валпараиса, фон Шпеова ескадара се изгубила на пучини, а да нико са сигурношћу није могао да предвиди њене потезе. Изузетно је мало позната чињеница да је на историјску сцену у том часу ступио одважни бокељски капетан Илија Дамјановић који је био заповедник трговачког пароброда „Раwсон“ аргентинске компаније „Compania Argentina de navigacion a vapor Nikolas Mihanović“. Пловећи на редовној линији Буенос Ајрес – Патагонија – Огњена земља код забаченог острва Пиктон уз чилеанску обалу капетан Дамјановић је успео оно што данима није успевало бритаснком адмиралитету. 4. новембра изјутра је пловио уобичајеном рутом међу хиљадама острваца, гребена и теснаца код самог Магелановог пролаза када је јужно од острва Пиктон угледао обрисе немачке флоте.
Не осврћући се на панику путника на броду којих је било око 300, капетан Дамјановић је ризиковао свој, живот путника и посаде као и сам пароброд и скренуо са руте да би пратио немачку флоту, а затим је податке о кретању и позицији немачких ратних бродова проследио једном британском броду кога је успут срео.
Око 12:00 часова, 6. децембра, вицеадмирал фон Шпе је испловио из Магелановог пролаза пролаза са својих 5 ратних бродова и упутио се ка североистоку.

### Британска реакција
За то време, Британци су предузимали хитне мере не би ли заштитили поморски саобраћај у Атлантском океану. Чим је стигла вест о поразу вицеадмирала сер Кредока, сер Винстон Черчил дошао је на идеју да се издвоји бар један брод из састава тзв. „Домовинске флоте“ у домаћим водама која је имала за циљ да држи „у шаху“ комплетну немачку флоту у самој Немачкој, и упутити га у јужноамеричке воде. На такав Черчилов предлог је лорд Фишер имао још смелији предлог. Сматрао је да из Домовинске флоте треба издвојити два бојна брода, а уз то да се и трећи упути у воде Западне Индије — ка Карибима — у случају да вицеадмирал фон Шпе прође кроз Панамски канал. Тиме би се веома много ослабила снага флоте у самој матици. Адмирал сер Џон Џелико, командант Домовинске флоте је одмах пристао да одвоји бојни крсташ „Принцес Ројал“ (енг. HMS „Princes Royal“), али су проблеми настали што су два бојна крсташа, „Инфлексибл“(енг. HMS „Inflexible“) и „Инвинсибл“ (енг. HMS „Invincible“) управо тада упловили у тзв. суви док ради поправки и чишћења корита и нису били у могућности да исплове пре поноћи 13. новембра.
Ипак, донесена је одлука да та два бојна крсташа исплове већ 11. новембра, под командом вицеадмирала сер Довтона Стердија (енгл. Sir Frederick Charles Doveton Sturdee, 1859-1925), а у случају потребе да се радници бродоградилишта укрцају на њих и да се првом погодном приликом врате и доврше посао. Тако је и било учињено.
Бојни крсташи су примили наређење да се током пловидбе не служе радио—уређајима, како не би одали своје позиције. Поред тога, британски Адмиралитет је формирао чак 5 ескадри од којих је свака понаособ била јача од немачког састава контрадмирала фон Шпеа. Ове ескадре су биле распоређене по разним зонама Атлантског океана, док је луци Порт Стенли наређено да се што је могуће јаче утврди свим расположивим средствима.
Вицеадмиралу сер Довтону Стардију су поред ова два бојна крсташа биле потчињене и све поморске снаге у Атлатском океану јужно од петог степена северне географске ширине као и у Тихом океану.

## Супротстављене снаге

### Британци
Дана 7. новембра вицеадмирал Старди је у Порт Стенли упловио са својим бродовима, где је затекао тзв. „преддреднотски“ бојни брод „Канопус“ (енг. HMS „Canopus“) спремног за борбу (маса: 12.950 тона, максимална брзина: 18 чворова, главно наоружање: четири топа од 305 mm, 14 топова од 152 mm и четири торпедне цеви), и одмах је приступио попуни погонског материјала. „Канопус“ је, иако већ застарео, представљао сигурну оружану платформу и покретну тврђаву за одбрану тог дела острва.
Са снагама које су допловиле са сер Стардијем бритнаску ескадру на Фолкландским острвима сачињавала два бојна крсташа — „Инвинсибл“ (енг. HMS „Invincible“) и „Инфлексибл“ (енг. HMS „Inflexible“), три оклопна крсташа — „Карнарвон“ (енг. HMS „Carnarvon“)' — (маса: 9.960 тона, максимална брзина: 27,7 чворова, главно наоружање: 14 топова од 152 mm и две торпедне цеви), „Корнвол“ (енг. HMS „Cornwall“) и „Кент“ (енг. HMS „Kent“) — (маса: 9.960 тона, максимална брзина 24,7 чворова, главно наоружање: 14 топова од 152 mm и торпедне цеви), две лаке крстарице — „Бристол“ (енг. HMS „Bristol“) и „Глазгов“ (енг. HMS „Glasgow“), као и једна помоћна крстарица — „Македонија“ (енг. HMS „Macedonia“).

### Немци
Насупрот овим британским снагама фон Шпеови оклопни крсташи „Шарнхорст“и „Гнајзенау“ имали су заједно 16 топова калибра 210 mm, 12 топова од 150 mm и осам торпедних цеви. Максимална брзима им је била 22,5 чворова. Лака крстарица СМС Дрезден имала је десет топова калибра од 105 mm, осам топова од 45 mm и две топрпедне цеви. Могла је да развије брзину од 24 чвора. Лака крстарица „Лајпциг“ имала је десет топова калибра 105  и две торпедне цеви, а могао је да развије брзину од 22 чвора, „Нирнберг“ дест топова калибра 105  и две топрпедне цеви. Могао је да развије брзину од 23,4 чвора.
Због свега овога британски поморски састав је вишетруко надмашивао немачки и у наоружању и у брзини.

### Аргентински став
Да би се стекла комплетна слика о сложености ситуације пре немачког напада на Фолкландска острва овде се мора напоменути и евентуална умешаност аргентинске владе у планирања вицеадмирала фон Шпеа. Још од 1914. г. се разматра могућност у којој је влада у Буенос Ајресу била упозната или је учествовала у свему овоме. вицеадмирала фон Шпе је имао одрешене да чини оно што је сматрао да је најбоље по немачки Адмиралитет, али сигурно не у размерама инвазије што би несумљиво имало озбиљне дипломатске последице. Размере фон Шпеове можда исувише смеле авантуре се ипак морају посматати и у светлу његовог општег тмурног расположења након што су сви команданти оклопних крсташа и лаких крстарица били против његовог плана који је испланираои изложио у новембра у Валпараису. 8. децембар је веома важан цркевни празник у Аргентини, а према мемоарима капатена фрегате Ханса Похамер, првог официра Оклопног крсташа „Гнајзенау“ и преживелог ветерана ове битке „Последње путовање Графа Шпеа“ (издатим у Лајпцигу 1924) вицеадмирал фон Шпе је баш 8. децембар одредио као датум напада. У аргентинским архивама не постоји ниједан документ који се односи на то, али Аргентина би и тада имала једнак интерес у управљању Фолкландским острвима као шти их је имала и касније, а и данас.

## Извештај вицеадмирала Страдија
Извештај вицеадмирала сер Довтона Стардија написан је 19. децембра 1914, 11 дана после битке Фолкландских острва; до тада је сер Стради имао времена да упореди различите извештаје и утврди чињенице. Двосмисленост извештаја поднетог бритаснком Адмиралитету доприноси сумњи да су Британци знали да је вицеадмирал фон Шпе намеравао да претвори Фолкландска острва у немачку поморску базу.
Вицеадмирал фон Шпе је током првих пет месеци рата практиковао да издвоји једну крстарицу и пошање је са нарочитим задатком да неутралише лучка постројења на непријатељским острвима, уместо да пође са целокуопном ескадром и изложи своје снаге евентуалном ризику. Услед приметног смањења количине угља до децембра 1914. г. и све већег поманкања обавештајних информација о кретањима британске морнарице, било је супротно логичном размишљању да фон Шпеове снаге наставе ка Порт Стенлију са два оклопна крсташа, три лаке крстарице, затим са три помоћна брода која су пловила са тим снагама плус још два брода која су се спуштала са севера, ако им је сврха била само да униште радио-станицу и спале залихе угља на острву.
Извештај вицеадмирала сер Довтона Стардија под не баш јасним околностима доспео је у јавност и објављен је као додатак у лондонској „Газети“ број 29087, 3. марта 1915.

### Потопљена два немачка помоћна брода
Из објављеног извештаја јасно се види да је 8. децембра видиљивост била максимална; море је било мирно са лаганим поветарцем са северозапада, суначано, небо без облака. Први бродови немачке ескадре су примећене рано, и до 09:00 часова тог јутра британски бојни крсташи и крстарице већ су били у жестокој потери за пет немачких бродова, који су се повлачили крећући се у и истој линији ка југоистоку. Стради је још забележио да заповедник лаке крстарице „Бристол“ послао информацију у 11:27 часова пре подне да су се „недалеко од Порт Плезента појавила три непријатељска брода, вероватно за превоз угља или транспортери. Стога је заповедник добио директиву да преузме команду и над Маседонијом и уништи транспортере.“ На крају свог извештаја сер Стради се накратко осврнуо на немачке транспортере - „ „Маседонија“ је известила да су само два брода ~ пароброди „Баден“ и „Санта Изабел“ били затечени: оба брода су била потопљена након што их је посада напустила.“
За ова два опречна навода, који изгледа намерно доводе у заблуду, крије се прича која никако није требало да доспе у јавност, ни тада а ни наредних деценија. Порт Плезент се налази неколико километра ниже од Порт Стенлија на источној обали Фолкландских острва. Како су три немачка брода успела да се једноставно напросто створе тамо непосредно пре поднева, није обајшњено. Једино објашњење је да није била постављена стража у источним и јужним водама око острва у ноћи 7. децембра, а да су немачка пловила убрзала током ноћи и усидрила се близу обала. Помоћна крстарица „Маседонија“ је известила „да су само два брода присутна, оба потопљена након што су их посаде напустиле“. Остаје загонетка како је упркос савршеној видљивости и мирном мору било избројано три немачка брода у околини Порт Плезента уместо два, иако је касније задржана бројка од два. Историчари основано постављају питање да ли је, или није, постојао и трећи брод?
Верује се да је било пет немачких помоћних пловила. Два, пароброди „Мера“ и „Еленоре Воерман“, испловили су 4. децембра 1914. г. из Ла Плате и упутули се ка непрецизираној локацији натоварени цементом, котурима бодљикве жице, рововском опремом и намирницама. Сматра се да су били упућени ка Фолкландским острвима. Вратили су се у Ла Плату 11. децембра.
Брод за превоз угља „Баден“, носивости око 7500 тона, био је тзв. „ХАПАГ“ брод саграђен 1913.. Брод за превоз угља „Санта Изабел“, са око 5200 тона носивости био је „Хамбург-Суд Америка“ брод, изграђен 1914. г. Оба су била модерни бродови за транспорт угља и представљали би користан додатак британској трговачкој флоти да су били заплењени; али, ипак су оба потопљена на око 100 км од Порт Стенлија. Оба ова пароброда била су заузета од посада лаке крстарице „Бристол“ и помоћне крстарице „Маседонија“ око 13:00 часова и њиховим посадама дато је десет минута да напусте бродове ради контроле. С обзиром да су британске контролне групе остале на „Санта Исабели“ седам, а на „Бадену“ осам и по часова пре него што су били потопљени, сумња се да њихови товари садржавали и нешто експлозивније и деликатније од обичног угља. Фантомски брод је вероватно био путнички брод „Зајдлиц“ у власништву друштва „Нортдојче Лојд“, изграђен у Шихауу 1903.. Са капацитетом од 2.000 путника није више био у најбољим данима, али је могао да развије брзину од 24 чворова. Дан уочи избијања рата „Зајдлиц“ је испловио из Сиднеја и допловио је до Аргентине потпуно непримећен. Укотвио се у Баија Бланки, јужном предграђу Буенос Аиреса. Почетком новембра 1914. г. отпловио је за Валпараисо у Чилеу, где се налазио главни мобилизациони центар за немачке резервисте и добровољце из целе Јужне Америке.

### Крстарица Зајдлиц
Према мемоарима капатена фрегате Ханса Похамера - „Последње путовање Графа Шпеа“ - немачка Источноазијска ескадра се крила у заливу Пенас, на јужној обали Чилеа крајем новембра 1914. да би попунили залихе угља и бродску опрему. Највероватније око 21. новембра им се придружио „Зајдлиц“ који је стигао из Валпараиса. За Похамера је овај брод био велика загонетка јер је званично представљен као „болнички брод“ иако није носио никкаве видљиве ознаке. Капетан фрегате није уопште видео потребу за таквим пловилом, јер је сваки од пет немачких ратних бродова Источноазијске ескадре био адекватно медицински опремљен, са амбулантама и све укупно 11 хирурга. Похамеру, како је тврдио, није био одобрен приступ на „Зајдлиц“, а такође ни један члан наводног ‘медицинског особља‘ није уопште виђен.
Иако је Похамер у својим мемоарима потврдио да су три помоћна брода била присутан код острва Пиктон у каналу Бигл почетком децембра 1914. г. избегао је да напомене када су испловили: јасно је да нису кренули ка Фолкландским острвима заједно са пет ратних бродова 7. децембра увече, већ су вероватно испловили раније. Капетан фрегате Похамер тврди да је током заробљеништва у Порт Стенлију једно време провео на „Маседонији“. У разговору са њеним официрима, на питање шта се десило са бродом „Зајдлиц“ реченемо му: „Испловио је из Порт Плезента као шипмиш из пакла. „Маседонија“ и „Бристол“ су морали да подложе котлове, допуштајући тако „Зајдлицу“ да одмакне ка југозападу и тако побегне; сви смо мислили да је „Зајдлиц“ наоружана трговачка крстарица“.
По доласку у аргентинске воде „Зајдлиц“ се усидрио у Сан Антонио Оестеу и прогласио се за болнички брод. Аргентиснке лучке власти се нису дале заварати, и притвориле су га као немачки помоћни брод. Остао је тамо све до краја рата. Највероватнији задатак овог брода, који је могао да прими 2.000 путника, био је да евакуише становништво Фолкландских острва и превезе их до неутралне Аргентине.
У сваком случају, Британци нису могли више чекати. Вицеадмирал Стради је дефинитивно имао намеру да 9. децембра исплови из луке у Порт Стенлију да пронађе и уништи Шпеову флоту. Изненада Фон Шпеова флота се појавила ујутру 8. децембра на видику. Истовремено оклопна крстарица Канопус која је штитила Фокланде отворила ватру.

## Битка

### Британска флота затечена на сидришту
Вицеадмирал фон Шпе је започео напад 8. децембра намеравајући да допуни угаљ касније, у естуару Ла Плате. Уочио је присуство других бродова на том подручју, али је погрешно претпоставио да припадају Царској Јапанској морнарици.
Британци на Фолкландским острвима су били веома неопрезни, јер иако су знали да постоји могућност доласка немачке ескадре — а били су ту баш да би јој спречили улазак у Атлантски океан — они не само да нису послалу ни једну јединицу на извиђање но су сви бродови били у заливу и мирно утоваривали угаљ и остали материјал — сматрали су да су Немци још увек у Валпараису. Иако су котлови били ложени, машине уопште нису биле под паром, те бродови нису могле брзо да исплове. Да је фон Шпе одлучио да форсира напада британски бродови у луци били би глинени голубови јер би први брод који би потонуо блокирао читаву луку.
Дана 8. децембра, око 07:50 часова, док је већина јединице вицеадмирала Страдија још увек укрцавала угаљ, били су опажени оклопни крсташ „Гнајзенау“ и лака крстарица „Нирнберг“ који су им се приближавали. Када су ови бродови око 08:30 часова приметили дим британских бродова који су форсирано ложили котлове, сматрали су да Британци пале складишта горива и угља на острву. Наставивши да прилазе сидришту, приметили су и неке ратне бродове о чему су обавестили вицеадмираланфон Шпеа који је на оклопном крсташу „Шарнхорст“, са лаким крстарицама „Дрезден“, „Лајпциг“ и три транспортна брода био удаљен тридесетак километара. Тек када је бојни брод „Канопус“ отворио ватру из топова од 305 mm на оклопни крсташ „Гнајзенау“, гађајући га преко ниске превлаке, и тиме их потпуно изненадио, немачка претходница је изнад залива угледала четири троножна јарбола какве су у то време имали само бојни крсташи и бојни бродови. Поред тога, приметили су и јарболе других, великих бродова. Обавештен о овоме, вицеадмирал фон Шпе прекасно постаје свестан опасности - али и пропушта сјајну прилику да гађа британске бродове док су још у луци - наређује прекид операције и око 10:00 часова се максималном брзином од 22 чвора ратним бродовима упућује ка југоистоку, на отворени океан, док је транспортним бродовима наредио да се одвоје и покушају да се спасу. Међутим, за немачку Источно азијску ескадру, са посадама које су биле уморне и чији се бродови нису по наоружању могли носити са Британцима, исход је био очигледан и неизбежан.

### Немачка флота бежи
Немачка ескадра је доста добила у времену тиме што британски бродови нису били под паром и што нису могли одмах да исплове. Видевши немачки маневар и знајући да им је бојни брод „Канопус“ обезбедио довољно времена, вицеадмирал Стради је наредио посадама да доручкују до се не загреју котлови.
Тек између 09:45 и 10:00 часова су испловили британски бојни крсташи „Инвинсибл“ и „Инфлексибл“, оклопни крсташи „Карнавон“, „Корнвол“ и „Кент“ као и лака крстарица „Глазгов“ и упутиле се у потеру за немачким ратним бродовима. Нешто касније су испловиле и лаке крстарице „Бристол“ и помоћна крстарица „Маседонија“ и кренуле у потеру за немачким транспортним бродовима.
По одличној видљивости — чак од око 30-так километара, умерном ветру и мирном мору, вицеадмирал Стради је почео постепено да сустиже ескадру вицеадмирала фон Шпеа. Од немачких бродова је прва почела да заостаје лака крстарица „Лајпциг“. У 12:55 часова бојни крсташ „Инфлексибл“, а убрзо за њим и „Инвинсибл“, са одстојања од 16.000 метара отварају ватру на „Лајпциг“. Увиђајући да нема наде за бег од британских бојних крсташа, а у намери да спасе крстарице, фон Шпе им у 13:20 часова наређује да се одвоје ка југу, а сам је са оклопним крсташима „Шарнхорст“ и „Гнајзенау“ окренуо у 13:25 ка Британцима и са раздаљине од 15.000 метара отворио ватру.

### Немачки оклопни крсташи штите одступницу
Стради је за немачким лаким крстарицама упутио бојне крсташе „Корнвол“, „Кент“ и лаку крстарицу „Глазгов“, а са оклопним крсташем „Карнавоном“ прихавтио је борбу са немачким оклопним крсташима. Битка се претворила у неколико одвојених поришта. Однос анагажованих главних топова био је 16 од 305 mm, 4 од 190 mm и 6 од 152 mm према 16 од 210 mm и 12 од 150 mm у корист Британаца. Маса бочног плотуна британске главнине снага била је 6.576 kg, а немачке 1.776 kg — 3,7:1. (Оклопни крсташ „Карнавон“ је учествовао само у завршној фази битке, против оклопног крсташа „Гнајзенау“.)
Користећи се својом већом брзином Британци су бирали даљину гађања. Немци су више пута током битке покушавали да смање растојање не би ли повећали учинак своје ватра и можда, евентуално, створили услове за лансирање торпеда. Иако се борба водила углавном на крајњој граници домета немачке тешке артиљерије, Немци су, ипак, постизали поготке. Немачки оклопни крсташи имали су малу предност што су били окренути у правцу насупрот свежег северозападног ветра који је наносио дим на њих и чинио их Британцима готово неразговетним метама током читаве битке. Капетан Похамер у својим мемоарима помиње да је постојао дуг предах у раним фазама битке када су британски бојни крсташи покушавали да намаме вицеадмирала фон Шпеа да се помери из те позиције која му је доносила предност, али нису успеле.

### Бојни крсташи против немачких оклопних
Када се даљина смањила на 11.000 метара и у дејство ступила немачка средња артиљеријска оруђа, вицеадмирал Стради је наредио да се повећа одстојање тако да је око 14:00 часова престала ватра са обе стране. Покушај вицеадмирала фон Шпеа да умакне на пучину био је осујећен већом брзином британских бродова, те је борба настављена око 14:50 часова. Стради је решио да користи предност јачег калибра и домет својих топова. Бојни крсташи „Инвинсибл“ и „Инфлексибл“ су започели одлучну паљбу на немачке оклопне крсташе. Фон Шпе је тада одлучио да покуша да са оба оклопна крсташа маневрише као са једним не би ли покушао да повећа своју густину паљбе, али у томе није успео. Заставни брод немачке Источноазијске ескадре „Шарнхорст“ је претрпео страховита оштећења - срушени су му били димњаци а на пуно места су харали пожари. Ватра се још више распламсала у 16:04 а у 16:17 часова био је оклопни крсташ „Шарнхорст“ потонуо са вицеадмиралом фон Шпеом и целокупном посадом од 765 људи.
Оклопни крсташ „Гнајзенау“ ипак је наставио борбу апсолутно свестан безизлазности ситуације. До 17:15 часова је потпуно остао без муниције што су одмах уочили на брианској страни. Међутим, вицеадмирал Стради је издао наређење да се настави са паљбом јер „Гнајзенау“ није развио белу заставу. У 18:20 часова потпуно онеспособљен за даљу борбу оклопни крсташ се сам потопио. Британци су одмах спустили чамце за спасавање, али су успели да спасу свега 190 чланова посаде, од који су многи већ сутрадан умрли. Британски бојни крсташи су заједно примили око 40 погодака и изгубили једног члана посаде, док су четворица била теже повређена.
Овако дугачка борба показује велику пожртвованост и јуначку борбу немачких посада, као и одличну градњу немачких бродова. Било би сасвим логично да су немачки оклопни крсташи били уништени у року од неколико десетина минута, јер су британски бојни крсташи били готово четири пута надмоћнији и расплагали су знатно већом брзином. У борби се показало да је немачки оклопни крсташ „Гнајзенау“ био погођен скоро тридесет пута од британских тешких топова пре но што је потонуо.

### Потапање немачких крстарица
На одвојеном бојишту бојни крсташ „Корнвол“ и лака крстарица „Глазгов“, потопили су немачку лаку крстарицу „Лајпциг“, на који је повремено ватру отварао и оклопни крсташ „Кент“. „Лајпциг“ се борио све до мрака са чак седам пута јачим противником. Чак и кад је тешко оштећена крстарица испуцала сву миницију и лансирала сва своја торпеда, још увек је држала подигнуту ратну заставу. „Глазгов“ му се све више приближавао, у намери да га докрајчи, када су са „Лајпцига“ биле испаљене две светлеће ракете. те је „Глазгов“ обуставио паљбу. У 21:23 часа, на више од 150 km од Фолкландских острва, „Лајпциг“ се преврнуо потопљен од стране сопствене посаде да га не би заробили Британци. Од ове храбре посаде било је спасено свега 18 људи.
Оклопни крсташ „Кент“ је потопио немачку лаку крстарицу „Нирнберг“. „Нирнберг“ је јурио пуним брзином вешто избегавајући поготке, приморавајући „Кент“ да форсира своје котлове до крајњих граница. Око 13:30 часова „Нирнберг“ је прихватио борбу, настављајући да бежи. Међутим око 18:30 часова на „Нирнбергу“ су експлодирала два котла, што је „Кенту“ повећало предност у брзини и маневрисању. Када је немачкој лакој крстраици запретила опасност да буде заробљена, након борбе са седам пута јачим оклопним крсташем, потопила ју је сопствена посада у 19:27 часова. Одбивши да се преда „Нирнберг“ је тонуо прамцем напред, а победници су могли да виде на крми која се све више и више уздизала групу морнара који су до последњег тренутка поздрављали немачку ратну заставу.

### Черчилова реакција
Први лорд британског Адмиралитета, сер Винстон Черчил је овако описао своје проживљавање битка код Фолкланда: „Тог поподнева око 17:00 часова радио сам у Адмиралитету кад ми је адмирал Оливер донео телеграм гувернера Фолкланда: Адмирал фон Шпе допловио је раним јутром са свим својим бродовима и сада је у борби са комплетном флотом адмирала Страдија, која је управо укрцавала угаљ. Обузела ме језа, јер смо последњих месеци доживели толика непријатна изненађења. Јесмо ли поново изненађени и поражени, упркос нашој надмоћности, одмах на почетку? Да ли је то било могуће закључити из овог телеграма, упитао сам начелника Врховне команде. Надам се да није тако, једино је одговорио. Ипак сам приметио да га је моје питање узнемирило. Два сата касније поново су се отворила врата, а редовно мрко и чангризаво Оливерово лице се претворило у гримасу налик на смешак. Све је у реду. Сви су на дну“.

### Крстарица Лајпциг
Од целе фон Шпеове ескадре успела је да побегне, захаваљујући мраку, једино лака крстарица „Дрезден“ и завуче се у један усамљени залив Огњене Земље.
Ту је остала скривена преко два месеца и пошто се снабдела угљем, који јој је паробродом био послан од немачке тајне службе у Пунта Аренасу, након чега је испловила у Тихи океан. Током састанка са другим паробродом за угаљ, који је чекао да јој попуни залихе након крстарења, „Дрезден“ је изненадио оклопни крсташ „Кент“, али је „Дрезден“ опет успео да умакне.
Упловио је у залив Сан Хуан Баутиста Фернандез на чилеанском острву Мас а Тјери, пред који су 14. марта 1915. године стигли оклопни крсташ „Кент“, лака крстарица „Глазгов“ и помоћна крстарица „Орама“. Одмах су отворили ватру на њега упркос томе што је био у неутралној луци, те је посада ове немачке лаке крстарице била принуђена да потопи свој брод да га Британци не би заробили.

## Закључак
Треба напоменути да су, упркос извојеваној победи, Британци током битке слабо гађали држећи се на што је могуће већем растојању. На таквој удаљености немачки бродови нису уопште могли да употребљавају своје топове калибра 150 mm, док су једва досезали британске бродове са својим топовима од 210 mm. Упркос томе Немци су успели да чак 22 пута погоде британски бојни крсташ „Инвинсибл“, што доказује сјајан квалитет немачких посада.
На крају борбе, британским бродовима је остало још само по 32 гранате калибра 305 mm.
У бици код Фолкландских острва је погинуло је 1.871 немачких морнара, укључујући и вицеадмирала фон Шпеа и његова два сина. Спасено и заробљено их је 215. Највећи број их је био са „Гнајзенауа“, пет са „Нирнберга“ и 18 са „Лајпцига“. Британаца је погинуло свега 6, а рањених је било 20. Овом победом Британци су отклонили опасност која је претила њиховом саобраћају у Атлантском океану, повратили престиж пољуљан након битке код Коронела и ослободили знатне поморске снаге које је везивала ескадра контраадмирала фон Шпеа. Као последица пораза своје Источноазијске ескадре Немачка Царска ратна морнарица је одустала од пресретања поморског саобраћаја ратним бродовима. Уместо тога одвојила је неколико наоружаних трговачких бродова ради пљачке све до краја рата. Ови усамљени пресретачи нису ниако били у складу са ратним кодексима вицеадмирала фон Шпеа.
Када је немачка ескадра била уништена, а капетан Дамјановић се са својим бродом „Равсон” вратио у Буенос Ајрес, где му је приређен величанствен дочек. Осим новинских чланака у којима се истицала његова храброст, писмене захвалнице британског посланика у Буенос Ајресу, представника савезничких влада и предлога за орден, капетан Илија Дамјановић никад није одликован за овај подвиг. Британска амбасада упутила је писмени захтев влади у Лондону за одликовање Илије Дамјановића, али се Лондон поптуно оглушио о овај позив.

## Први пример бежичне размене информација
Британски војни историчар Џон Киган у својој књици „Обавештаја служба у рату“ описао је ову битку и битку код Коронела узевши их за пример како би илустровао утицај бежичне размене обавештајних информација на исход. Подаци о бродовима могли су се слати широм света, тако да се бродови више нису морали ослањати само на визуелну потрагу. Један од циљева фон Шпеа у Порт Стенлију био је и заробљавање тамошњег комуникационог центра.